# 刺金眼鯛
刺金眼鯛（学名：Hispidoberyx ambagiosus）是粗鱗鯛科（Hispidoberycidae）粗鱗鯛属的唯一一種，屬輻鰭魚綱金眼鯛目奇鯛亞目。本魚分布於東印度洋及西北太平洋海域，為深海魚類，棲息深度560-1019公尺，體長可達18.2公分。